# Molí de la Garriga
El molí de la Garriga és un edifici del municipi de Fortià (Alt Empordà) inclòs en l'Inventari del Patrimoni Arquitectònic de Catalunya.

## Descripció
Es tracta d'un edifici de planta irregular que s'alça en dos pisos amb murs paredats. Hi ha les restes de la boca del carcabà i les obertures de les façanes. Hi ha les restes de la boca del carcabà i les obertures de les façanes. És travessat per un rec alimentat per l'aigua de l'Àlguema, que travessa la plana comarcal des de la població de Santa Llogaia fins a desembocar als aiguamolls prop de Sant Pere Pescador. A aquest rec se'l coneix amb el nom de rec del Molí en el seu tram inicial i rec dels Molins, ja que serveix aigua a un total de set molins, entre ells, el Molí de la Garriga.

## Història
Aquest molí fariner està documentat des de l'època medieval i ha patit nombroses modificacions al llarg dels segles. A la dècada de 2000 el molí i la casa van ser remodelats atès el deteriorament que havia patit durant la segona meitat del segle xx. Està situat a la zona de la Garriga de Fortià, prop del veïnat de Fortianell. A la baixa edat mitjana el molí era anomenat molí de la Vall, denominació de l'indret abans de la Garriga. Davant del molí hi passa el camí de la Rutlla, que comunica Fortià i El Far, i també l'antic camí que menava a Borrassà.